# Гирон, Маркос
Маркос Андрес Гирон (англ. Marcos Andres Giron; род. 24 июля 1993, Таузанд-Окс, Калифорния) — американский теннисист; победитель одного турнира ATP в парном разряде.
Родился в эквадорско-аргентинской семье.

## Спортивная карьера
Маркос Гирон на начало 2023 года он одержал три победы в одиночном разряде в рамках серии «фьючерс». В Мировом туре ATP дебютировал в 2012 году в парном разряде на турнире в Лос-Анджелесе, где получил уайлд-кард. Вместе с Николасом Мейстером встретились в первом раунде с Радживом Рамом и Майклом Крейгом Расселом. Они проиграли матч в двух сетах со счётом 6-7, 2-6.
В одиночном разряде он впервые смог выйти в основную сетку Мирового тура ATP в 2014 году в Уинстон-Сейлеме. Затем в первом раунде он встретился с Александром Недовесовым, которому уступил в двух сетах. Неделю спустя он получил уайлд-кард как в одиночном, так и в парном разряде на Открытом чемпионате США, таким образом дебютировав на турнирах Большого шлема. В одиночном разряде он проиграл Джону Изнеру в трех сетах в стартовом раунде, а в парном разряде вместе с Кевином Кингом также проиграл в первом раунде Душану Лайовичу и Жуану Соузе в двух сетах.
Маркос выиграл свой первый титул в серии «челленджер» в январе 2019 года в Орландо.
На Открытом чемпионате Франции в 2021 году Маркос дошел до третьего раунда — это стало лучшим результатом на турнирах серии Большого шлема. Обыграв Григора Димитрова и Гидо Пелью соответственно, в третьем раунде уступил Кристиану Гарину из Чили.
На летних Олимпийских играх 2020 года, Маркос в одиночном разряде вышел во второй круг, где уступил японцу Кэю Нисикори.
На Открытом чемпионате Австралии 2022 года Гирон в паре с корейцем Квон Сун Ву добрался до третьего раунда, что стало лучшим результатом для американца на парных турнирах Большого шлема. Здесь они уступили Уэсли Колхофу и Нилу Скупски. В сентябре 2022 года на хардовом турнире в Сан-Диего Гирон дошёл до первого своего финала в ATP туре, где уступил соотечественнику Брэндону Накашиме — 4-6 4-6.

## Рейтинг на конец года
| Год  | Одиночный рейтинг | Парный рейтинг |
| 2024 | 46                | —              |
| 2023 | 60                | 249            |
| 2022 | 61                | 203            |
| 2021 | 66                | 1047           |
| 2020 | 73                | 623            |
| 2019 | 102               | 219            |
| 2018 | 308               | 411            |
| 2017 | 295               | 382            |
| 2016 | 579               |                |
| 2015 | 469               | 635            |
| 2014 | 375               | 1288           |
| 2013 | 571               | 617            |
| 2012 | 1447              | 1504           |
| 2011 | 1431              |                |
| 2010 | 1126              |                |

## Выступления на турнирах

### Финалы турнировATPв одиночном разряде (3)

#### Победа (1)
| Легенда                     |
| --------------------------- |
| Турниры Большого шлема (0)* |
| Итоговый турнир ATP (0)     |
| Мастерс (0)                 |
| АТР 500 (0)                 |
| АТР 250 (1)                 |

| Титулы по покрытиям | Титулы по месту проведения матчей турнира |
| ------------------- | ----------------------------------------- |
| Хард (0)*           | Зал (0)                                   |
| Грунт (0)           | Зал (0)                                   |
| Трава (1)           | Открытый воздух (1)                       |
| Ковёр (0)           | Открытый воздух (1)                       |

* количество побед в одиночном разряде.
| №  | Дата         | Турнир       | Покрытие | Соперник в финале | Счёт           |
| 1. | 21 июля 2024 | Ньюпорт, США | Трава    | Алекс Микельсен   | 6-7(4) 6-3 7-5 |

#### Поражения (2)
| №  | Дата             | Турнир         | Покрытие   | Соперник в финале | Счёт           |
| 1. | 25 сентября 2022 | Сан-Диего, США | Хард       | Брэндон Накасима  | 4-6 4-6        |
| 2. | 11 февраля 2024  | Даллас, США    | Хард (зал) | Томми Пол         | 6-7(3) 7-5 3-6 |